# 小初音未來的日常
《小初音未來的日常》是於《月刊Comp Ace》2008年2月號至2011年10月號連載的四格漫畫，由早期以初音未來製作而大受歡迎的作品Ievan Polkka （页面存档备份，存于）的Otomania和（蛋）組成的組合繪畫。漫畫中以繪畫的初音未來的公認三頭身SD角色為主角。

## 概要
在2007年8月31日，以VOCALOID 2語音合成而引擊的虛擬女性歌手軟體角色主唱系列CV01「初音未來」發售。軟件因NICONICO動畫的推動等等的原因而大受歡迎，截至同年10月27日售出20000套，在銷路較狹窄、售出1000套已是大賣的音樂軟件市場中，擁有罕見的高銷售量。因此在同年10月開始有其他企業向製作初音未來的CRYPTON FUTURE MEDIA提議各種企劃，其中包括漫畫化。對此負責企劃及販賣的佐佐木涉在當時表示會「慎重考慮，但CRYPTON未必能夠負荷大型的計劃」。繼《月刊COMIC RUSH》開始連載漫畫《廠商非正式 初音Mix》後，《月刊Comp Ace》亦發表連載本漫畫。

## 登場人物
三頭身的初音未來，總是拿著一根葱，喜歡用來插別人的鼻孔。是CRYPTON「送」來的新人，自稱「電子之妖精」。
MEIKO
收留了，擔任管理人。
KAITO
和MEIKO同住，被認為是蘿莉控。

三頭身的鏡音鈴，第2話開始登場。總是拿著橘子。

三頭身的鏡音連，第2話開始登場。總是拿著香蕉。

## 出版書籍
| 卷數 | 角川書店       | 角川書店               | 台灣角川      | 台灣角川               | 天闻角川（代理） 湖南美术出版社（發行） | 天闻角川（代理） 湖南美术出版社（發行） |
| 卷數 | 發售日期       | ISBN                   | 發售日期      | ISBN                   | 發售日期                                | ISBN                                    |
| ---- | -------------- | ---------------------- | ------------- | ---------------------- | --------------------------------------- | --------------------------------------- |
| 1    | 2009年1月26日  | ISBN 978-4-04-854283-8 | 2011年7月29日 | ISBN 978-986-287-138-6 | 2012年5月1日                            | ISBN 978-7-5356-5248-5                  |
| 2    | 2010年1月26日  | ISBN 978-4-04-854421-4 | 2011年9月16日 | ISBN 978-986-287-299-4 | 2012年7月5日                            | ISBN 978-7-5356-5371-0                  |
| 3    | 2010年10月26日 | ISBN 978-4-04-854549-5 | 2012年2月1日  | ISBN 978-986-287-565-0 | 2012年9月5日                            | ISBN 978-7-5356-5551-6                  |
| 4    | 2011年9月26日  | ISBN 978-4-04-854686-7 | 2012年5月24日 | ISBN 978-986-287-729-6 | 2012年11月1日                           | ISBN 978-7-5356-5675-9                  |

## 外部連結
- （日語）月刊Comp Ace介紹*（日語）官方WEB四格漫畫（页面存档备份，存于）
- （日語）Otomania （页面存档备份，存于）
- （日語）http://www.pocopoco.cc/ （页面存档备份，存于）